# 에녹 음웨푸
에녹 음웨푸(영어: Enock Mwepu, 1998년 1월 1일 ~ )는 잠비아의 전 프로 축구 선수로 미드필더로 활약했다.
그의 모국인 잠비아에서 선수 생활을 시작한 음웨푸는 2021년 브라이턴 & 호브 앨비언으로 이적하기 전 2017년 오스트리아 클럽 레드불 잘츠부르크와 계약했다. 음웨푸는 잠비아 국가대표팀을 대표하고 주장을 맡았다. 2022년 10월 10일, 그는 유전적인 심장 질환이 발견된 후 은퇴해야 했다.

## 구단 경력

### 브라이턴 & 호브 앨비언
2021년 7월 6일, 그는 공개되지 않은 이적료로 프리미어리그의 브라이턴 & 호브 앨비언과 4년 계약을 체결했다. 그는 7월 31일 루턴 타운에서 열린 프리 시즌 친선 경기에서 골을 넣었다.
2022년 10월 10일, 음웨푸는 희귀 유전성 심장 질환 진단을 받고 24세의 나이로 프로 축구에서 은퇴했다.

## 국가대표팀 경력
2015년 아프리카 U-17 축구 선수권 대회에서 잠비아 U-17 축구 국가대표팀의 일원으로 활약했으며, 2015년 아프리카 U-17 축구 선수권 대회에서 니제르, 나이지리아, 기니와 A조에서 경기를 펼쳤다. 2017년 잠비아 U-20 아프리카 네이션스컵에서 보여준 것처럼 경기에 다재다능한 선수로 알려져 있으며, 이 대회에서 한 골을 넣으며 최고의 교체 선수로 활약했다.
2017년 9월 2일 루사카의 내셔널 히어로즈 스타디움]에서 열린 알제리와의 아프리카 네이션스컵 예선 전에서 잠비아 국가대표팀 첫 골을 기록했다.

## 코치 경력
심장 질환으로 프로 축구에서 은퇴한 후, 브라이턴은 음웨푸가 2023년 1월부터 그들의 아카데미에서 9세 이하 코치 역할을 수행하도록 임명되었다고 12월 30일에 발표했다.

## 사생활
그의 남동생 프란시스코 음웨푸 또한 프로 축구 선수이다.
2023년 1월, 음웨푸는 유전성 심장 질환으로 인해 축구에서 은퇴해야 한 지 몇 달 만에 의심스러운 심장마비로 잠비아의 병원에 입원한 것으로 확인되었다. 브라이턴은 그 결과 예방 검사를 받고 있다고 발표했다.